# Жінки в ісламі

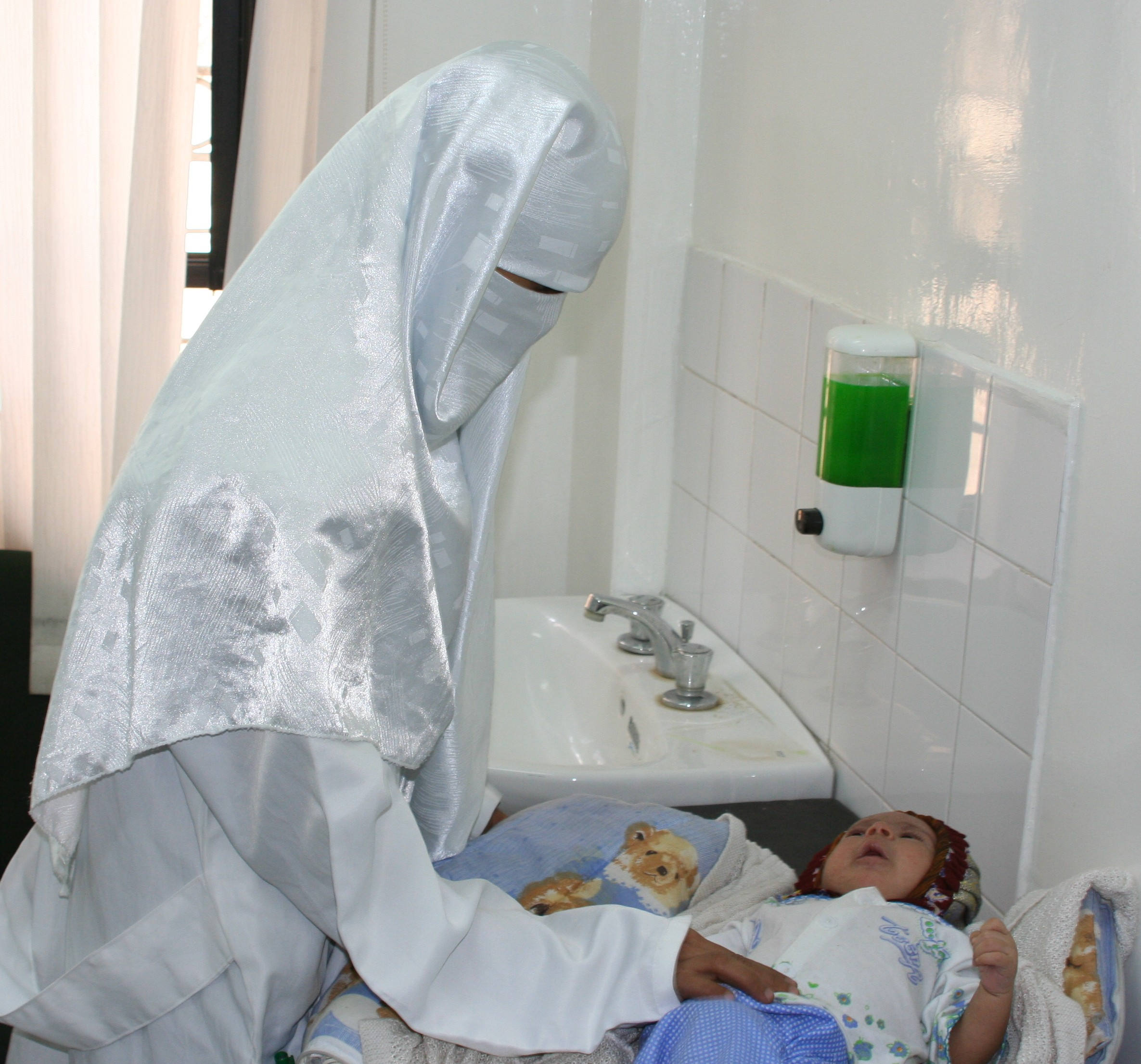
Єменська лікарка

Використання за країнами шаріату в юридичних питаннях щодо жінок:
Шаріат не відіграє ніякої ролі в судовій системі
Шаріат застосовується до питань особистого статусу
Шаріат застосовується повністю, включаючи кримінальне право
Регіональні відмінності в застосуванні шаріату

Жінки в ісламі — становище жіноцтва в мусульманському суспільстві, а також система правил і норм, що регулюють взаємодію жінок з соціальними інститутами — традиційний пункт критики соціального устрою мусульманського суспільства.
Шаріат (ісламський спосіб життя) та фікх (ісламське право) передбачають різні ролі чоловіка та жінки в галузі прав і обов'язків. Сексизм виражається в питаннях освіти, працевлаштування, шлюбу, розлучення, юридичного статусу, одягу тощо.

## Історичний фон

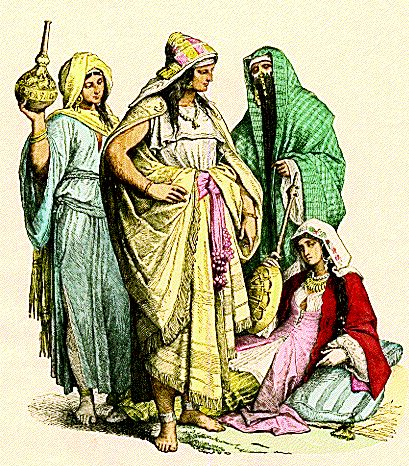
Традиційний одяг арабських жінок IV—VI ст.

Для оцінки впливу ісламу на становище жінок потрібно спершу розглянути статус жінки в доісламській Аравії. Становище жінок в доісламській Аравії було не найкращим. Є дані про вбивства батьками новонароджених дівчаток через бідність.
Оксфордський словник вказує на загальне поліпшення становища жінок після появи ісламу, відзначаючи визнання повноцінності особистості жінки. Посаг, який раніше (а в деяких культурах, наприклад в слов'янській, і досі) розглядали як викуп за наречену, що виплачується батькові, в ісламі став весільним подарунком, який отримувала дружина і зберігала як частину своєї особистої власності. В ісламі шлюб розглядають як «договір», в якому згода жінки була обов'язковою. Жінки отримали право успадкування, яке раніше, в патріархальному суспільстві, належало тільки родичам чоловічої статі. Аннемарі Шіммель говорить, що «порівняно з доісламським періодом, зміна положення жінки, згідно з ісламським законодавством, означає величезний прогрес; жінка має право відповідно до закону керувати своїм багатством».

### Фінансові питання
Іслам дає жінкам право на особисте майно. Через відсутність у жінок фінансових зобов'язань (за сім'ю, наприклад), деяких фінансових прав у чоловіка більше. Однак мусульманські жінки історично мали права власності, аналоги яких на Заході були дані порівняно недавно.
Іслам дозволяє жінкам працювати при дотриманні певних умов, наприклад, жінка не може залишатися наодинці з чоловіками. Її робота не повинна заважати важливішим речам, наприклад турботі про дітей. Бажано, щоб в жіночих навчальних закладах, спортивних центрах працювали жінки, а не чоловіки.
Деякі ісламські школи не дають жінці права обійняти посаду судді. Інші (ханафітського мазхабу) говорять про заборону тільки на кримінальний суд і дозволяють вести цивільні справи. Це пов'язують з бажанням захистити жінку від тягаря розгляду жорстоких, кривавих кримінальних справ.
На сучасному етапі в деяких мусульманських країнах, наприклад Єгипті та Марокко залишаються дискримінації в галузі освіти і роботи. Структура зайнятості в мусульманському світі різна: 16 % пакистанських жінок економічно активні. В Індонезії цей показник 52 %.

## Образ мусульманки в культурі
Тема жінки в ісламському суспільстві порушена в низці творів мистецтва, у тому числі фільмах Наречена з Данії (Туреччина), Шкільні подруги (Росія, 2008), Сніг (Боснія, 2008 — призер кінофестивалю Золотий мінбар), однієї із серій фільму «Париже, я люблю тебе» (Франція-Німеччина, 2006), в деяких телесеріалах «Клон» (Бразилія, 2001).

## «Вбивства честі» в Пакистані
В Пакистані родина жінки може її вбити, якщо та, на їхню думку, знеславила родину. Цей звичай називається каро-карі і застосовується у випадку подружньої зради, наміру жінки одружитися всупереч заборонам сім'ї, дошлюбного зв'язку. За даними правозахисної організації «Пакистанська Комісія з прав людини» не менш 943 жінок, у тому числі 93 неповнолітні дівчини, були вбиті заради честі у 2011 році. Див. також — Вбивство честі, Спалення наречених.

## Боротьба мусульманок за свої права

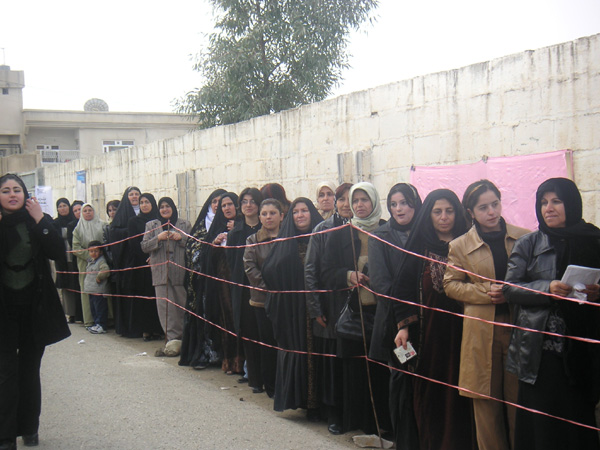
Ірак 30 січня 2005 року — жінки у черзі проголосувати

Ісламська революція в Ірані 1979 року значно обмежила права жінок. Досі Іран є лідером серед ісламських країн (тобто країн, де норми шаріату закріплені на законодавчому рівні) з активності жінок у суспільному житті. Але до 1979 року Іран був світською країною, тому сучасний рівень прав жінок не йде ні в яке порівняння з тим, що був в цій країні до революції. Вже навесні 1979 року жінками були влаштовані демонстрації проти обов'язкового носіння хіджабу та інших обмежень.